# 普拉德勒莱兹
普拉德勒莱兹（法語：Prades-le-Lez，法語發音：[pʁad lə lɛz] ⓘ）是法国埃罗省的一个市镇，位于该省中东部，属于蒙彼利埃区。

## 地理
普拉德勒莱兹（43°41'56"N, 3°51'53"E）面积8.88 平方千米，位于法国奧克西塔尼大區埃罗省，该省份为法国南部沿海省份，南濒地中海，西南接奥德省，西北接塔恩省和阿韦龙省，东北与加尔省接壤。
与普拉德勒莱兹接壤的市镇（或旧市镇、城区）包括：阿萨斯、克拉皮耶、莱马泰勒、莱兹河畔蒙费里耶、滨河圣克莱芒、圣樊尚德巴贝拉格、勒特里亚杜。

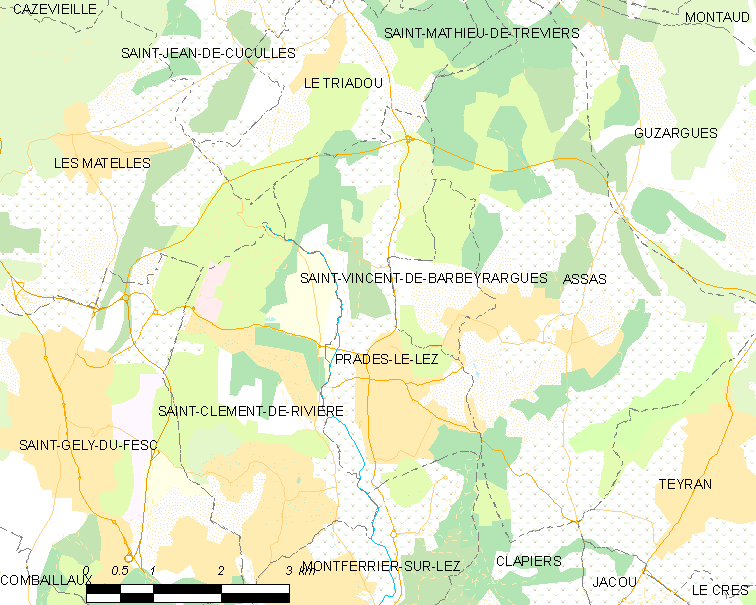
普拉德勒莱兹的OSM定位图

普拉德勒莱兹的时区为UTC+01:00、UTC+02:00（夏令时）。

## 行政
普拉德勒莱兹的邮政编码为34730，INSEE市镇编码为34217。

## 政治
普拉德勒莱兹所属的省级选区为圣热利迪费斯克县。

## 人口

1962-2008年间普拉德勒莱兹人口变化图示

普拉德勒莱兹于2022年1月1日时的人口数量为6207人。